# Рингтеатр

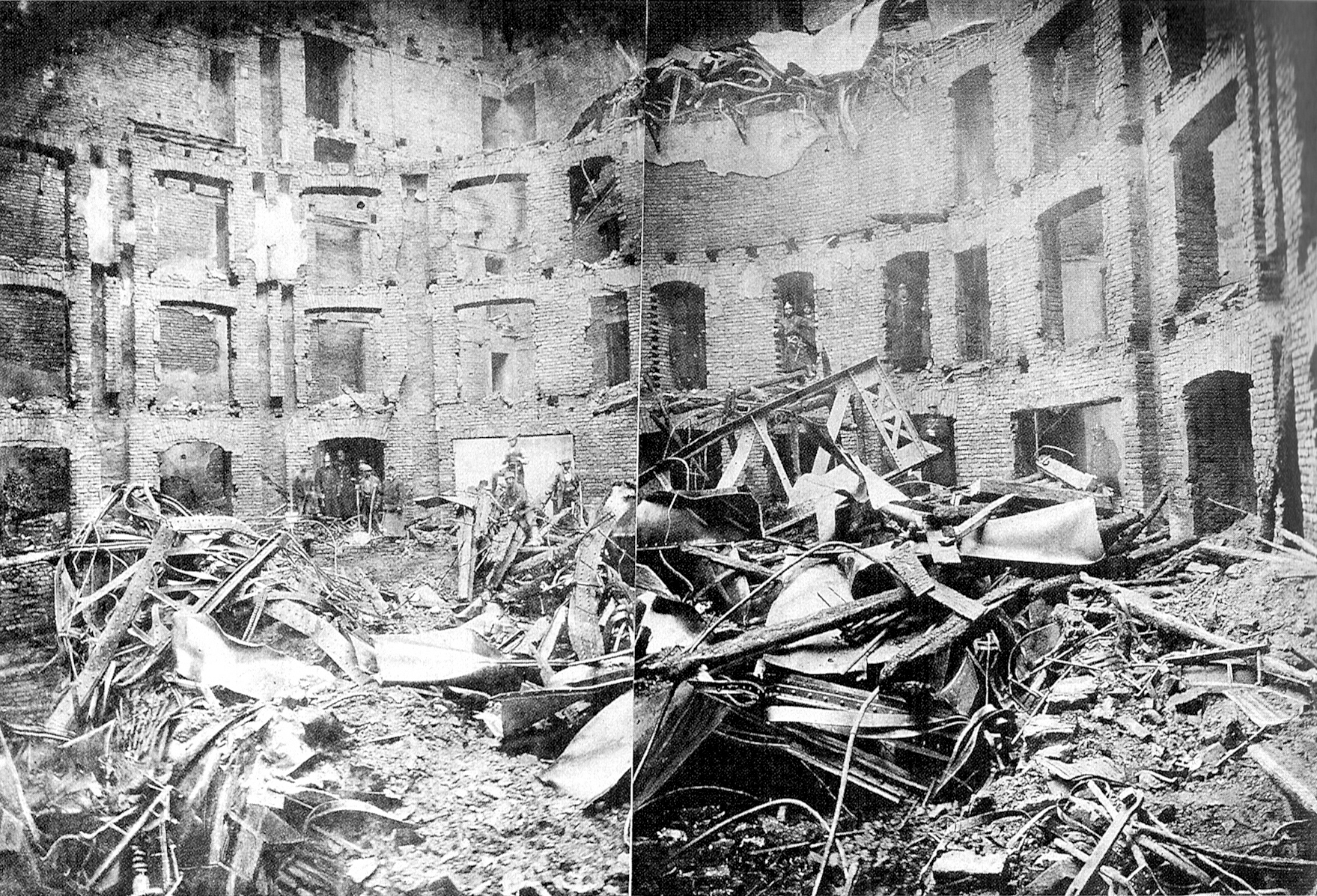
Руины Рингтеатра после пожара 8 декабря 1881 года

Ри́нгтеатр (нем. Ringtheater — букв. «Театр на Рингштрассе») — австрийский народный театр в Вене. Располагался во Внутреннем Городе на знаменитой «полукольцевой улице» по адресу Шоттенринг, 7. Рингтеатр открылся в 1874 году и был закрыт в 1881 году вследствие пожара с трагическими последствиями. В настоящее время на его месте находится Земельное управление полиции Вены.
Здание театра на Рингштрассе было построено в 1872—1874 годах по проекту архитектора Эмиля фон Фёрстера. Театр распахнул свои двери 17 января 1874 года, в этот вечер давали «Севильского цирюльника» Дж. Россини в постановке Альбина Свободы. В противовес серьёзным оперным постановкам в придворной опере новый театр позиционировал себя в более «лёгком» жанре комической оперы. В сентябре 1878 года фокус был смещён на театральные представления, немецкую и итальянскую оперы, и название театра было изменено на «Рингтеатр».
Земельный участок, отведённый под здание театра на 1700 мест, был небольшим. Архитектору Фёрстеру пришлось увеличивать высоту здания и вводить в проект многочисленные вестибюли и лестницы, что в конце концов имело катастрофические последствия. 8 декабря 1881 года перед самым началом оперы Ж. Оффенбаха «Сказки Гофмана» за сценой начался пожар, повлёкший гибель по меньшей мере 384 человек. В результате пожара здание полностью выгорело. На месте Рингтеатра из личных средств императора Франца Иосифа I был построен доходный дом — так называемый «Искупительный дом», выручка от аренды помещений которого перечислялась на благотворительность. Доходный дом на месте театра получил серьёзные повреждения в 1945 году и был снесён в 1951 году. В 1969—1974 годах на освободившемся месте было построено административное здание, в котором разместилось Земельное управление полиции Вены. О пожаре в Рингтеатре напоминает мемориальная доска на фасаде здания. Четыре статуи «Поющий квартет» с аттика здания театра в настоящее время демонстрируются в венском парке Пёцлайндорфского дворца.